# Pipit des arbres
Anthus trivialis
Espèce
Statut de conservation UICN

 LC  : Préoccupation mineure
Répartition géographique
- zone de nidification
- voie migratoire
- aire d'hivernage

Le Pipit des arbres (Anthus trivialis) est une des sept espèces de pipits que l'on peut observer en France. Il est répandu à travers l'Eurasie, résidant dans les milieux moyennement boisés où il se nourrit majoritairement d'insectes ; il migre vers l'Afrique et l'Inde durant l'hiver.

## Description
Le pipit des arbres est un passereau de petite taille (entre 15 et 16 cm de long pour un poids entre 15 et 39 g). Il est de couleur brun-olive, avec un ventre blanc strié de noir ; sa tête est plutôt verdâtre. Il possède un sourcil crème-jaune assez prononcé, et son œil est cerclé de jaune-blanc ; il a également généralement une tache claire près des oreilles.
Il ressemble beaucoup au Pipit farlouse mais son corps est légèrement plus rond et son bec un peu plus épais. Son plumage est également plus contrasté. Il peut plus facilement en être différencié par son chant et son comportement ; lorsqu'il est au sol, il se déplace lentement, sans agiter sa queue.

### Vocalisations
Son chant assez sonore est composé d'une série de trilles et de sifflements avec un rythme et une hauteur variable. Il effectue généralement une version plus courte de son chant complet, depuis le haut des arbres.

## Répartition et habitat

### Répartition
Le pipit des arbres vit dans une large partie de l'Eurasie, au nord jusqu'à la limite des arbres et au sud jusqu'à la Méditerranée. Il est présent en Grande-Bretagne, mais pas en Irlande. On le trouve dans le nord de la péninsule ibérique, en Italie, dans les Balkans, le nord de la Turquie, le Caucase et une partie de l'Iran. On le trouve également en Russie, jusqu'à la Mongolie à l'est.
Cette espèce est assez commune en France, mais plus rare en zone méditerranéenne. 

### Migration
Le pipit des arbres est migrateur, passant l'été en Afrique subsaharienne (jusqu'à l'Éthiopie à l'est, et au nord-est de l'Afrique du Sud au sud ; il est absent du sud-ouest de l'Afrique) et en Inde. Il quitte sa zone de reproduction entre août et septembre, pour arriver au plus tard début novembre ; il repart vers le nord en février-mars pour être en Europe vers le début avril, atteignant les zones les plus au nord en mai. Les populations migrant vers l'Inde ont tendance à repartir un peu plus tard.
Il a déjà été observé au Japon et en Alaska, ainsi que sur certaines îles de l'Atlantique, incluant Madère et le Cap-Vert.

### Habitat
Il aime les clairières, les landes de bruyères, les zones de transition entre champs et taillis.
Dans ses quartiers d'hiver, il fréquente majoritairement les savanes bien qu'il puisse s'accomoder d'autres milieux ; il évite cependant les forêts denses.

## Écologie et comportement

### Alimentation
Le pipit des arbres se nourrit majoritairement d'invertébrés, mais peut aussi consommer des graines, des baies et des bourgeons en hiver. Les insectes consommés incluent en particulier les coléoptères comme les charançons, ainsi que les hémiptères, les chrysomèles et les chenilles. Il se nourrit majoritairement au sol, mais peut également attraper des insectes au vol.

### Reproduction

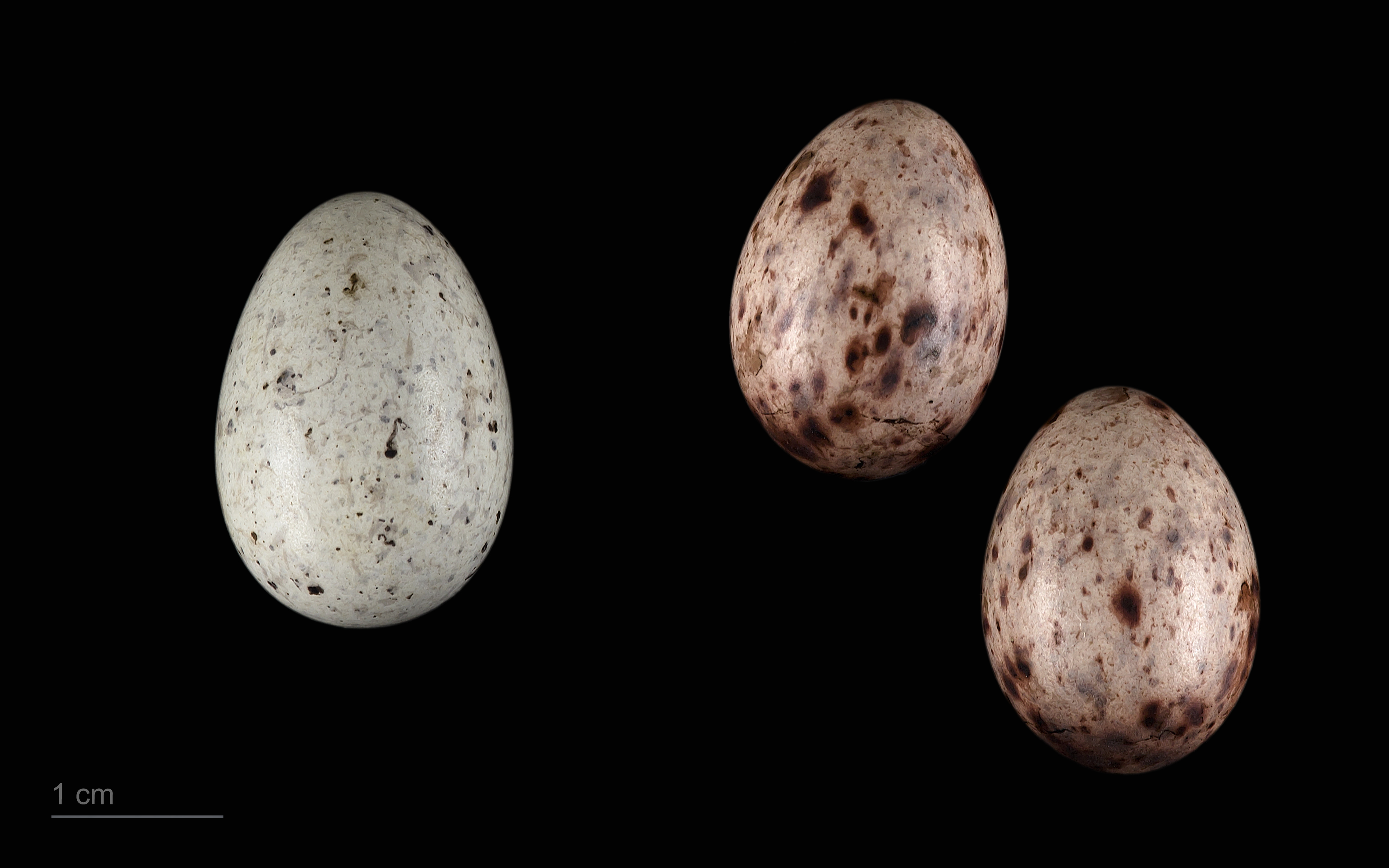
Œuf de Cuculus canorus canorus dans une couvée de Anthus trivialis - Muséum de Toulouse

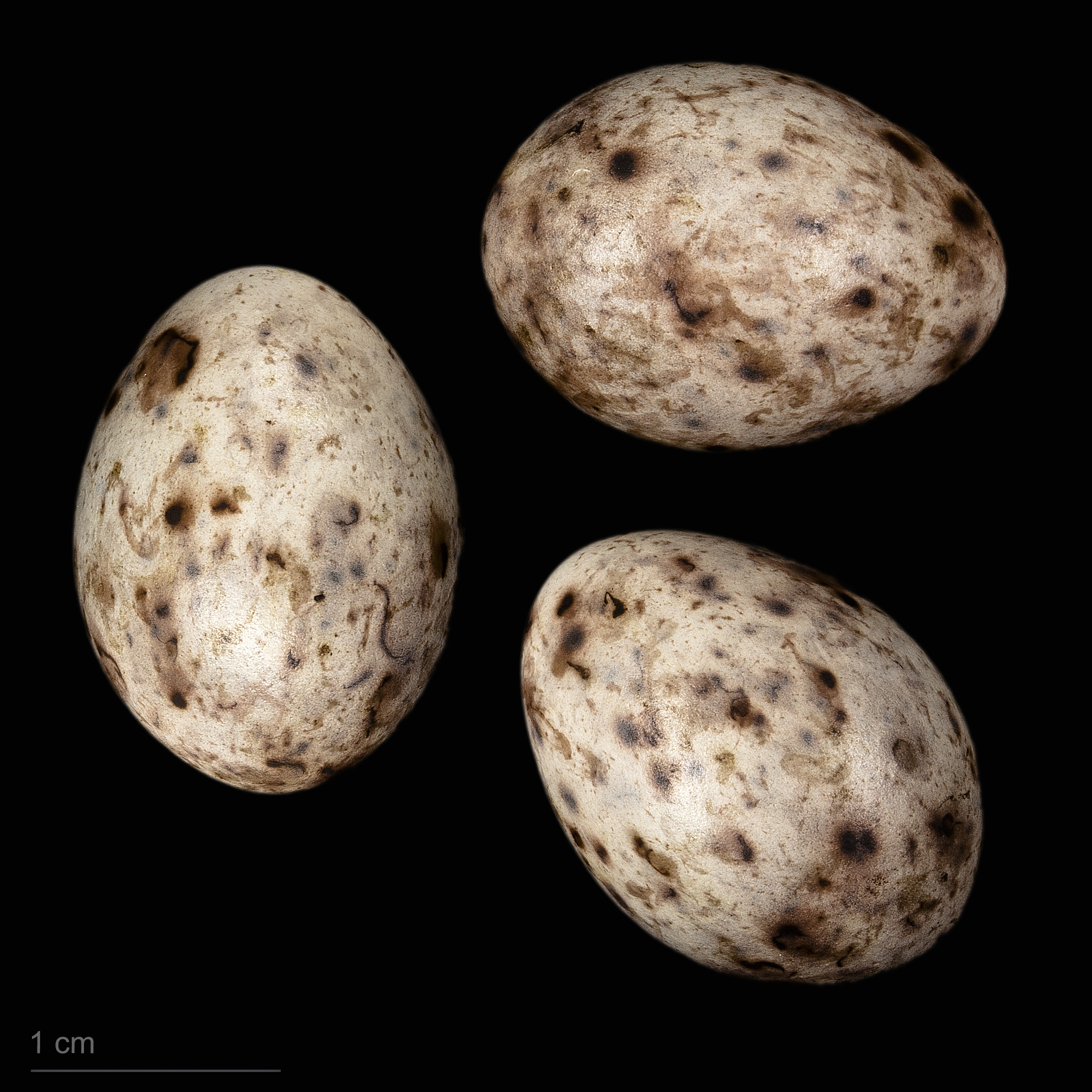
Oeufs de Anthus trivialis trivialis - Muséum de Toulouse

Le nid est placé au sol, dans une dépression grattée par l'oiseau, bien camouflé par la végétation. Le pipit des arbres fait une ou deux pontes en avril-mai, puis en juin-juillet. Chaque couvée comprend généralement entre 4 et 6 œufs, bien qu'il puisse également y en avoir moins en de rares occasions ; ce chiffre est plus élevé que celui des autres pipits. Les œufs, de coloration variable, sont couvés deux semaines par la femelle.

### Prédation et parasitisme
Le pipit des arbres est victime du parasitime de couvée de la part du Coucou gris ; il n'est cependant pas très affecté par celui-ci, car la période de ponte du coucou est décalée par rapport à la sienne. Il est également capable d'éjecter ses œufs. 
Il est la proie de plusieurs rapaces, incluant le Faucon hobereau dont il est une des victimes les plus courantes, ou l'Épervier d'Europe qui le chasse plus rarement. Il semble être rarement ciblé par les chouettes et les hiboux. 

## Systématique
Le pipit des arbres a été décrit pour la première fois par Carl von Linné en 1758, sous le nom Alauda trivialis. On reconnaît actuellement deux sous-espèces du pipit des arbres,:
- Anthus trivialis trivialis  (Linnaeus, 1758) : la sous-espèce nominale. Occupe la quasi-totalité de l'aire de répartition. A. t. arboreus, differens, salomonsenl, schlueteri et sibiricus sont aujourd'hui considérés comme des synonymes de trivialis.

- Anthus trivialis haringtoni  (Witherby, 1917) : vit en Himalaya et dans les régions alentour ; hiverne en Inde. Très proche de la sous-espèce nominale, avec des stries légèrement plus marquée sur la couronne et la poitrine, ainsi qu'un bec plus épais ; il est souvent très difficile à différencier de trivialis.

## Le pipit des arbres et l'humain

### Conservation
Le pipit des arbres est classé comme "préoccupation mineure" par l'UICN, en raison de son aire de répartition très grande et sa population très élevée (dépassant les 100 millions d'individus). Sa population est cependant en déclin dans certaines régions du monde, comme la Grande-Bretagne.